# Portulacaria armiana
Portulacaria armiana ist eine Pflanzenart aus der Gattung Portulacaria in der Familie der Didiereaceae.

## Beschreibung
Portulacaria armiana wächst als 50 bis 70 Zentimeter hoher Halbstrauch mit einer gelblich braunen und sich ablösenden Rinde. Der kleine Stamm erreicht 3,5 Zentimeter im Durchmesser. An den graugrünen, 9 bis 12 Millimeter starken, Trieben stehen an einem 2 bis 5 Millimeter langen Stiel verkehrt eiförmige bis eiförmige, sukkulente Blätter. Diese werden 3 bis 7 Zentimeter lang und 3 bis 3,5 Zentimeter breit. Die Blattbasis ist keilförmig, die Blattspitze abgerundet und der Rand leicht gewellt.
Der aufrechte Blütenstand wird 3 bis 5 Meter (manchmal auch bis 8 Meter) hoch und ist mit vielen zarten, nach oben gerichteten Zweigen versehen. Diese werden 5 bis 10 Zentimeter und sind mit laubähnlichen, 3 × 1,4 Zentimeter großen Tragblättern besetzt. An den weißen Blüten werden 5 Millimeter lange Kelchblätter ausgebildet. Die fünf länglichen Kronblätter werden 2,5 bis 3 Millimeter lang.

## Verbreitung und Systematik
Portulacaria armiana ist im Süden von Namibia und in der südafrikanischen Provinz Nordkap, sehr lokal in der Nähe des Oranje auf Granitfelsen verbreitet.
Die Erstbeschreibung von Portulacaria armiana erfolgte 1984 durch Ernst Jacobus van Jaarsveld. Benannt ist die Art zu Ehren des Entdeckers, Anthony R. Mitchell (A.R.M.).